# Babek (film)
Pour les articles homonymes, voir Babek.
Pour plus de détails, voir Fiche technique et Distribution.
Babek est un film dramatique et historique soviétique réalisé par Eldar Kouliev, sorti en 1979.
Le sujet du film est l'histoire du héros national Babak Khorramdin.

## Synopsis
Au Moyen Âge, en Azerbaïdjan, le héros national, Babek conduit les Azéris dans leur lutte pour la défense de leur patrie contre les agresseurs étrangers.

## Fiche technique
- Titre : Babek
- Réalisation : Eldar Kouliev
- Scénario : Anvar Mamedkhanly
- Société de production : Azerbaïdjanfilm
- Pays de production :  Union soviétique (Azerbaïdjan)
- Durée : 137 minutes

## Distribution
- Rasim Balayev : Babek
- Hasanagha Turabov : Afshin
- Amaliya Panahova : Zarnisa
- Tamara Yandiyeva : Parvin
- Chahmar Alakbarov : Javidan